# Gvardějsk
Gvardějsk (rusky Гвардейск, do roku 1946 německy Tapiau, litevsky Tepliuva, Tepliava, polsky Tapiawa) je město v Kaliningradské oblasti (dříve Východní Prusko), exklávě Ruské federace. Gvardějsk se nachází 38 km východně od Kaliningradu na pravé břehu řeky Pregoly. Žije zde přibližně 14 tisíc obyvatel.

## Historie

### Od založení do 18. století
První zmínka o osadě zvané Tapiow pochází z roku 1254 z dokumentů mnicha Petera Dusburského. Pruská pevnost zvaná Surgurbi zde byla postavena v roce 1265. Samotný název města pochází z pruštiny a jedná se o složeninu slov tape (teplu, toplu, tapi) znamenající teplo a sur garbis znamenající okolí hory. V roce 1255 se přiblížila k pevnosti armáda vedená českým králem Přemyslem Otakarem II. a pevnost bez boje kapitulovala. Místní vůdci přijali křesťanství a následně přísahali věrnost Řádu německých rytířů. Ten na protější straně řeky postavil v roce 1262 dřevěnou pevnost. Obě pevnosti padly a byly vypleněny při vpádu litevské armády v roce 1265. Ve stejném roce nechal Řád postavit pevnost novou, která byla v letech 1340–1351 přestavěna na dvoupatrový kamenný hrad s příkopem a hliněným valem. S příchodem německého obyvatelstva se ustálil název osady na Tapiau. V roce 1385 na hradě nechal pokřtít pozdější litevský velkokníže Vytautas. Od roku 1469 se stalo Tapiau sídlem řádového archívu a knihovny a to až do roku 1722. Roku 1502 byl ve vesnici postaven kostel a 1520 otevřena první škola. Po sekularizaci Řádu v roce 1525 se místní hrad stal významným sídlem Pruského vévodství. Dokonce zde zemřel v roce 1568 poslední řádový velmistr Albrecht Braniborsko-Ansbašský. Ten si místní hrad velice oblíbil a nechal ho zrekonstruovat. Místní kostel vyhořel v roce 1661 a 1689, a tak byl roce 1694 postaven nový. Městská práva získala osada dekretem pruského krále Fridricha Viléma v roce 1722. Z místního hradu se roku 1793 stal chudobinec a došlo k zbourání jeho tří křídel.

### Od 19. století do roku 1945
Na začátku 19. století vyšplhala populace města na 1 500 obyvatel. V letech 1807–1813 bylo město obsazeno francouzskými vojsky vedenými Napoleonem. Významný německý impresionista Lovis Corint se narodil ve městě v roce 1858. Hrad byl přestavěn v roce 1879 a začal sloužit jako administrativní budova. V roce 1902 byla otevřena nemocnice pro duševně nemocné a v roce 1904 začaly vycházet místní noviny. Město bylo poničeno ruským bombardováním na začátku první světové války. V 30. letech fungovalo v městě šest mlýnů, továrna na těstoviny, cukrovar, pila a továrna na mýdlo. Před druhou světovou válkou stoupl počet obyvatel města na téměř 10 tisíc. Na rozdíl od většiny ostatních měst v Kaliningradské oblasti nebylo město během války nijak postiženo bombardováním. Na konci druhé světové války začala operace Hannibal, která měla za cíl evakuovat většinu německého obyvatelstva z Východního Pruska před postupující Rudou armádou. Většina německých obyvatel tak opustila město před příchodem Sovětů. Rudá armáda vstoupila do města 25. ledna 1945. Z hradu se stalo od dubna 1945 vazební středisko pro válečné zločince.

### Pod sovětskou a ruskou správou
Po válce město připadlo SSSR a stalo se součástí tzv. Kaliningradské oblasti. V roce 1946 bylo Tapiau přejmenováno na Gvardějsk, což v překladu z ruštiny znamená strážní město. Zbylé německé obyvatelstvo bylo do roku 1948 odsunuto do Východního Německa a do města se od září 1946 začali stěhovat Rusové především z oblasti centrálního Ruska a Povolží. Od roku 1954 se ve městě rozvinul potravinářský průmysl. Vznikla velká drůbežárna a závod na výrobu mléčných výrobků. V roce 1962 po administrativní reformě přišel Gvardějsk o status okresního města. Pomník sovětským vojákům byl vztyčen v roce 1970. Na místě je pohřbeno na 1 900 vojáků, kteří padli při boji o město s Němci. V roce 1982 vznikla městě továrna na výrobu obalů. Bývalý evangelický kostel, který sloužil od války jako sklad, byl v roce 1989 předán pravoslavné církvi. Z místního hradu se stalo vězení, které stále funguje.
Po rozpadu SSSR v roce 1991 se město stalo součástí Ruska jako jeho exkláva. Leninův pomník ze sovětské doby stojí na místním náměstí dál. V roce 2005 se z města stalo opět město okresní.

## Obyvatelstvo

Východní Prusko (vyznačeno červeně) na mapě tehdejšího Německa 1871

### Vývoj obyvatelstva v průběhu doby
| Rok       | 1782  | 1875  | 1890  | 1895  | 1910  | 1933  | 1939  | 1959  | 1970   | 1979   | 1989   | 2002   | 2010   | 2021   |
| Obyvatelé | 1 200 | 2 679 | 3 763 | 4 061 | 5 986 | 7 683 | 9 326 | 7 560 | 10 544 | 10 819 | 11 904 | 14 572 | 13 899 | 13 353 |

### Etnické složení obyvatelstva
Většina obyvatelstva ve městě jsou Rusové. Největší etnické menšiny tvoří Ukrajinci a Bělorusové.

### Významné osobnosti města
- Albrecht Braniborsko-Ansbašský (zemřel 20. března 1568 v Tapiau) poslední velmistr Řádu německých rytířů
- Lovis Corinth (nar. 21. července 1858 v Tapiau) - německý malíř
- Bernhard Ankermann (nar. 14. února 1859 v Tapiau) - německý etnolog
- Berthold Mikat (nar. 1912 v Tapiau) - německý epidemiolog
- Hans-Heinrich Vangerow (nar. 4. dubna 1924 v Tapiau) - německý historik

## Galerie

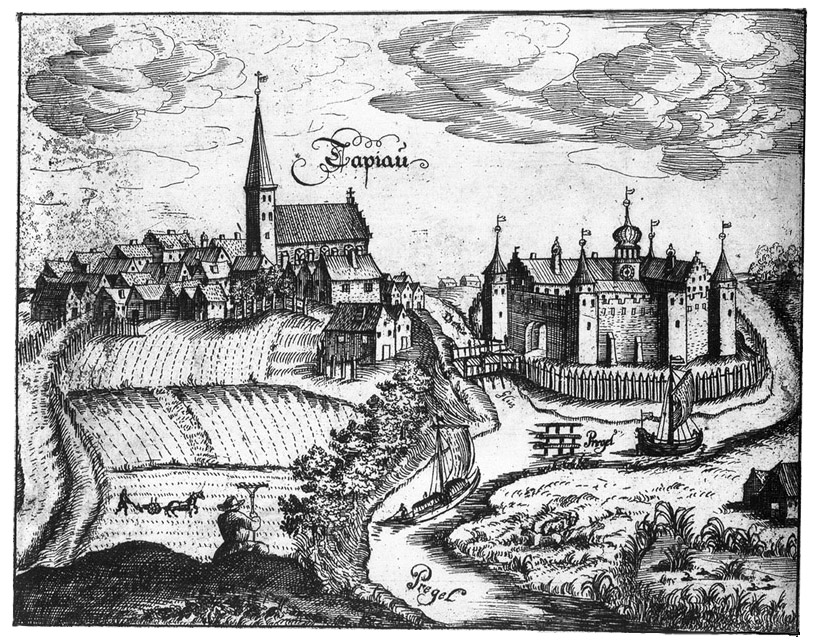
Tapiau v 16. století
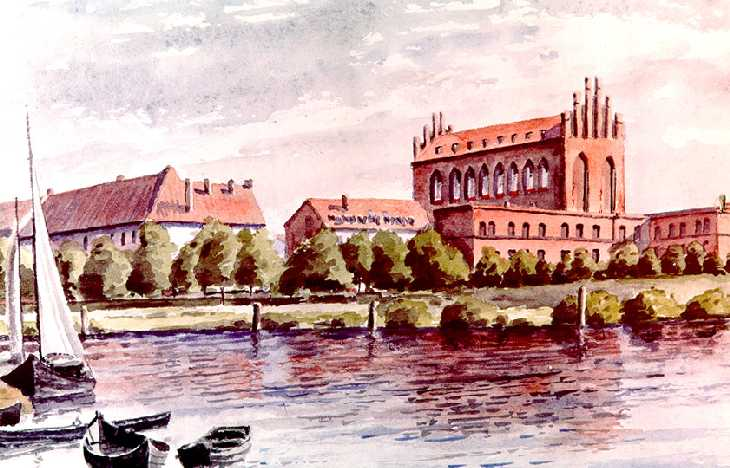
Obraz místního hradu
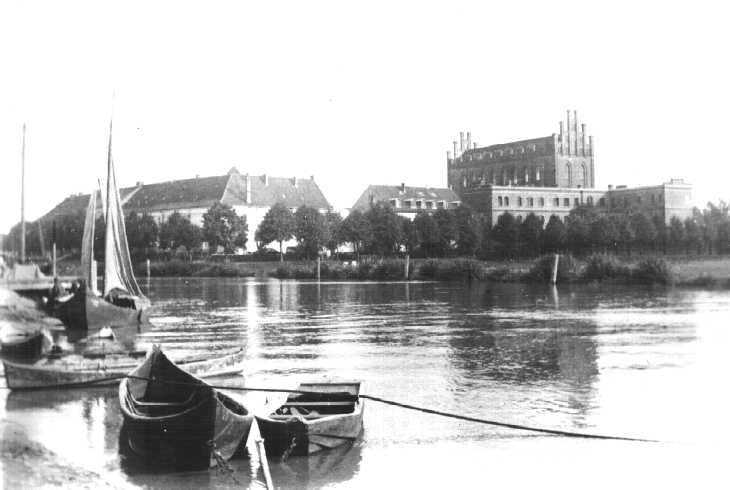
Hrad (před 1945)
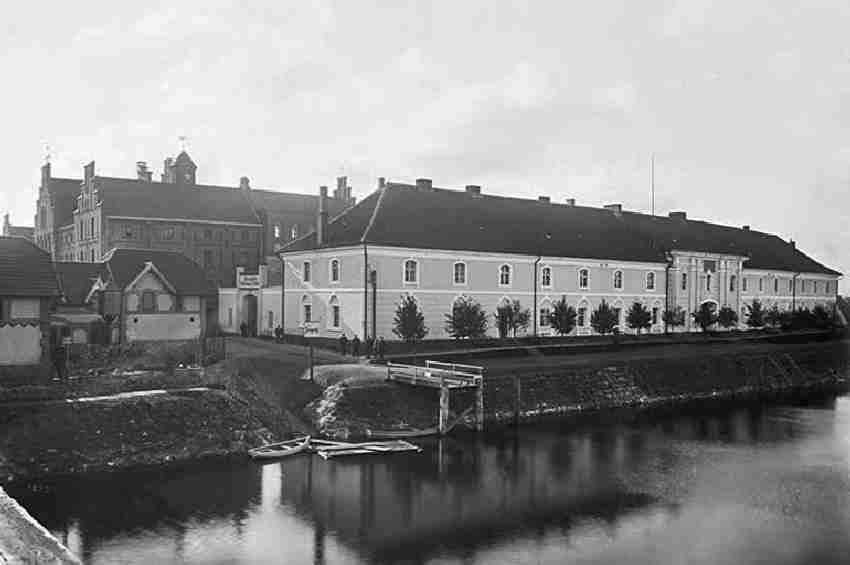
Hrad (před 1945)
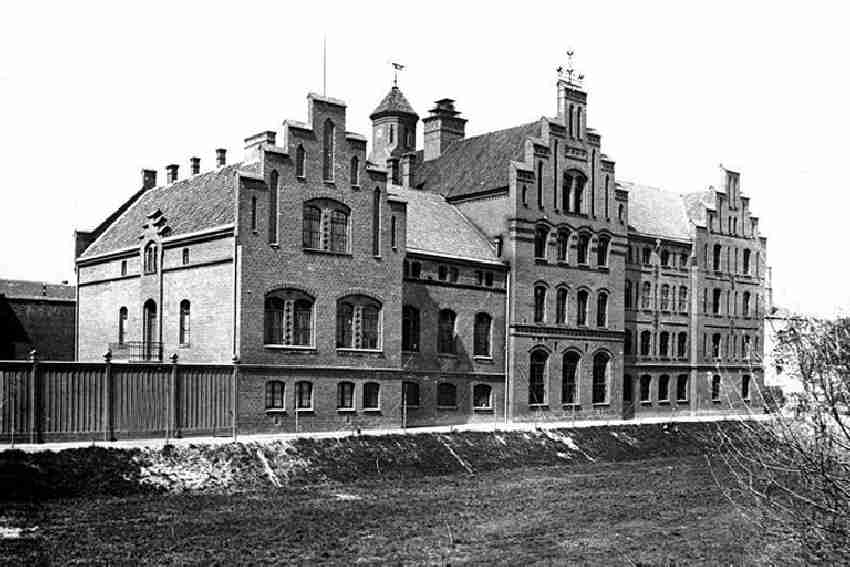
Hrad (před 1945)
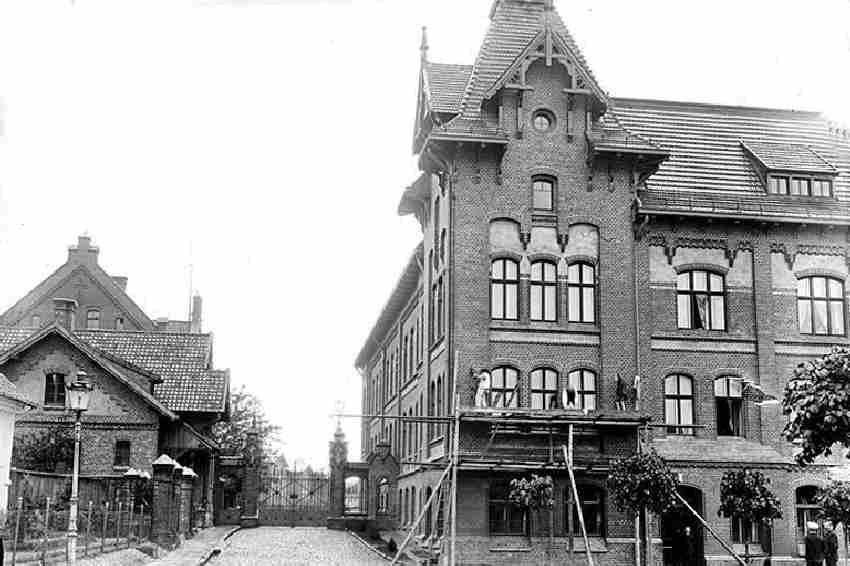
Hrad (před 1945)
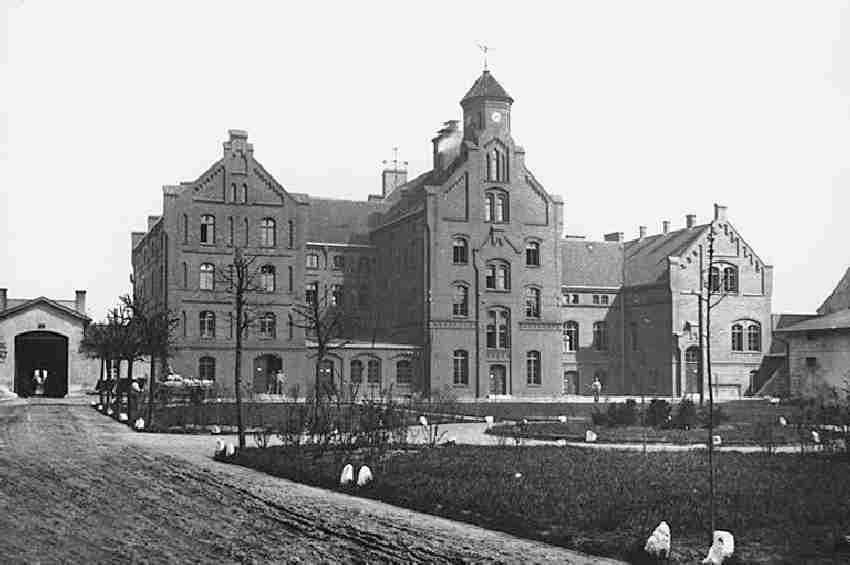
Hrad (před 1945)
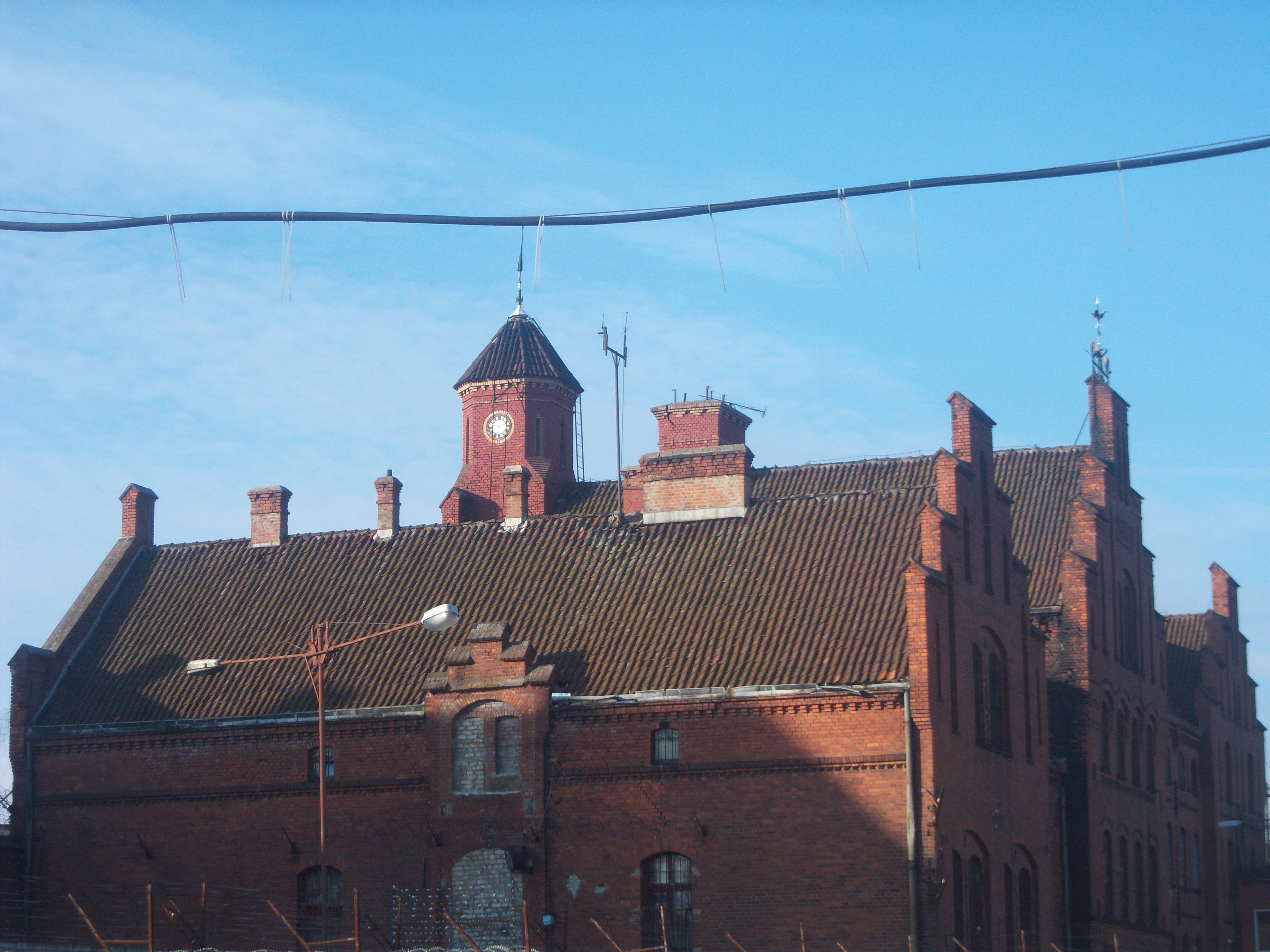
Hrad dnes slouží jako věznice
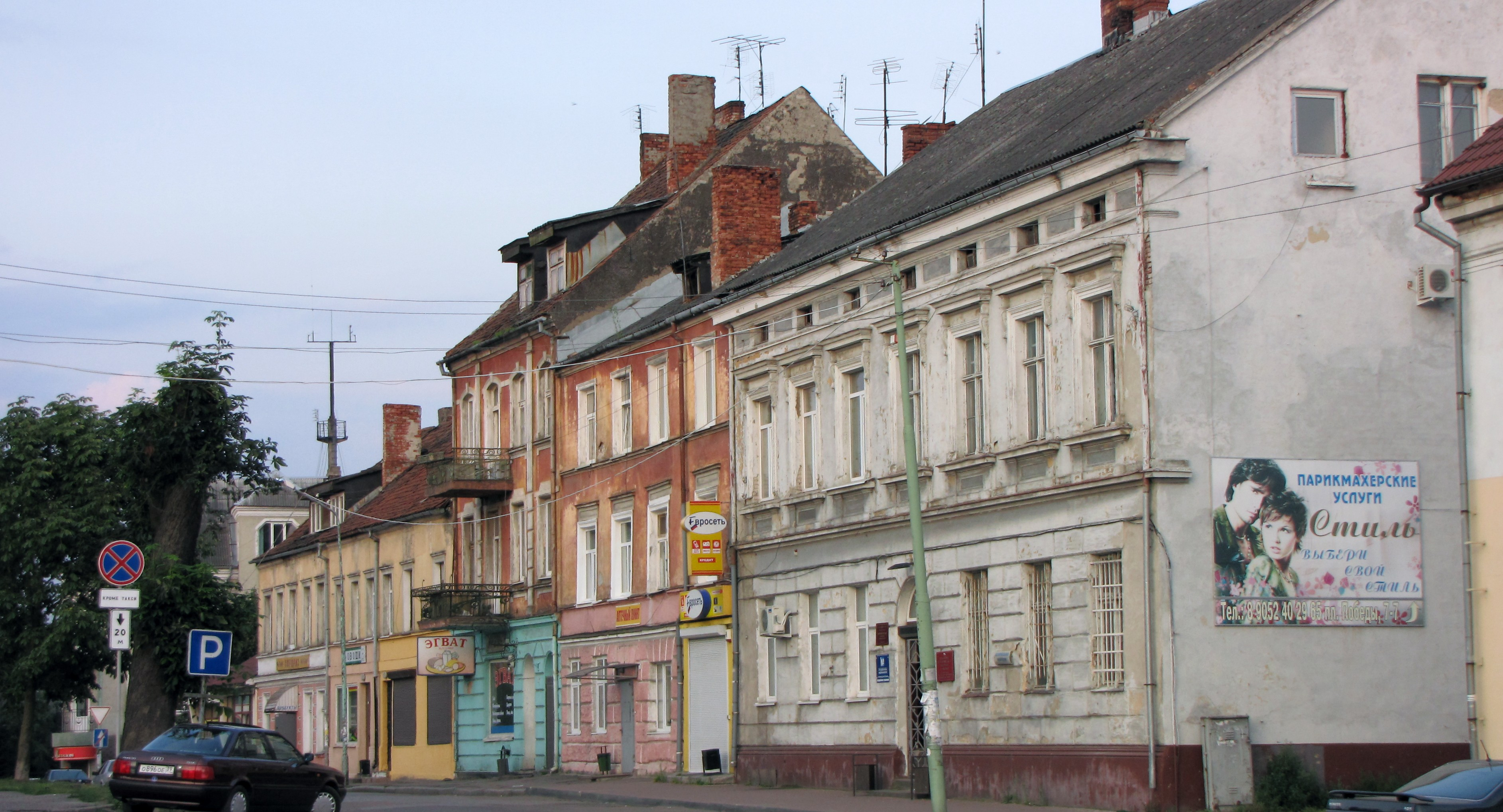
Původní německá zástavba
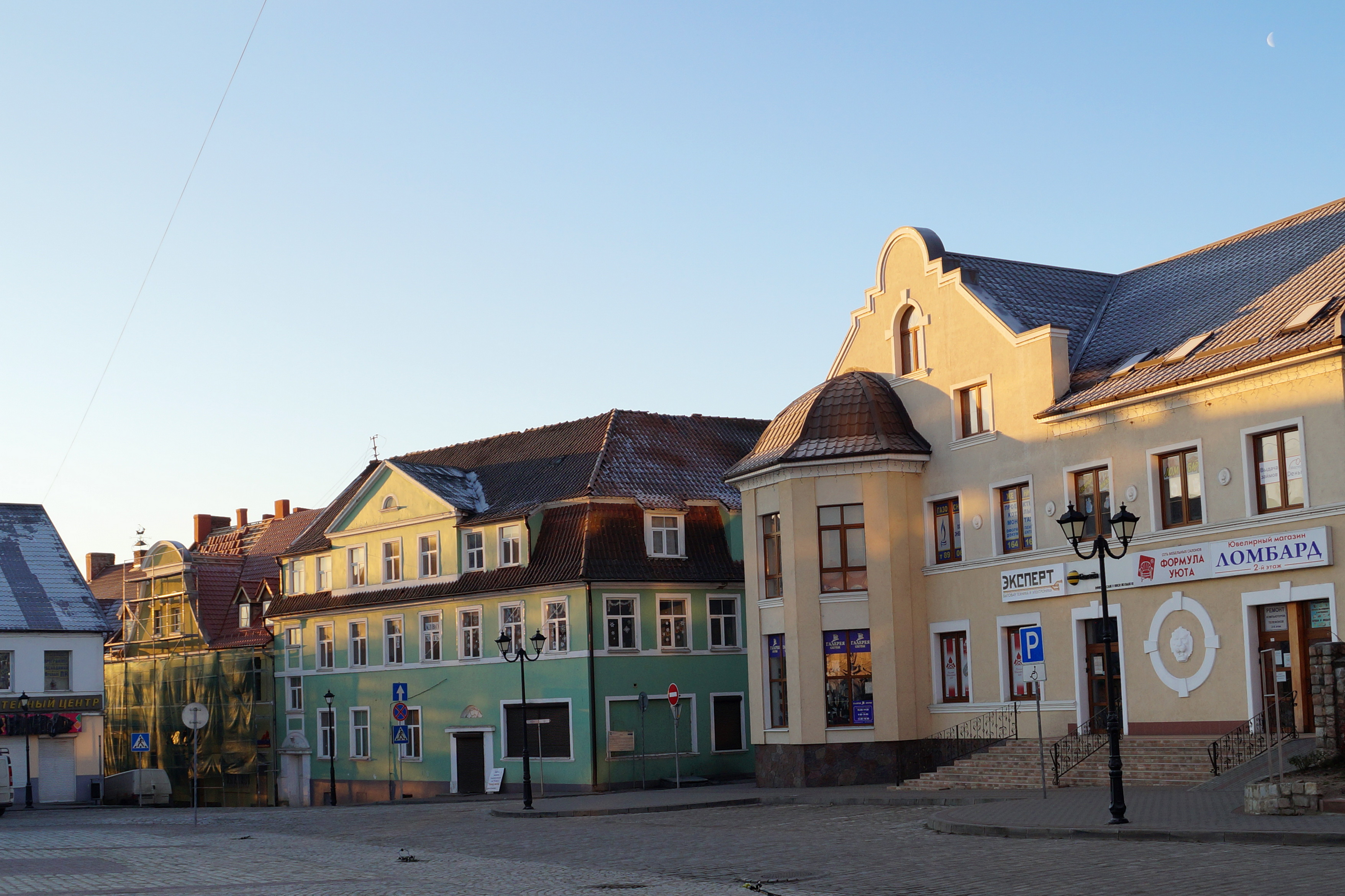
Místní hotel
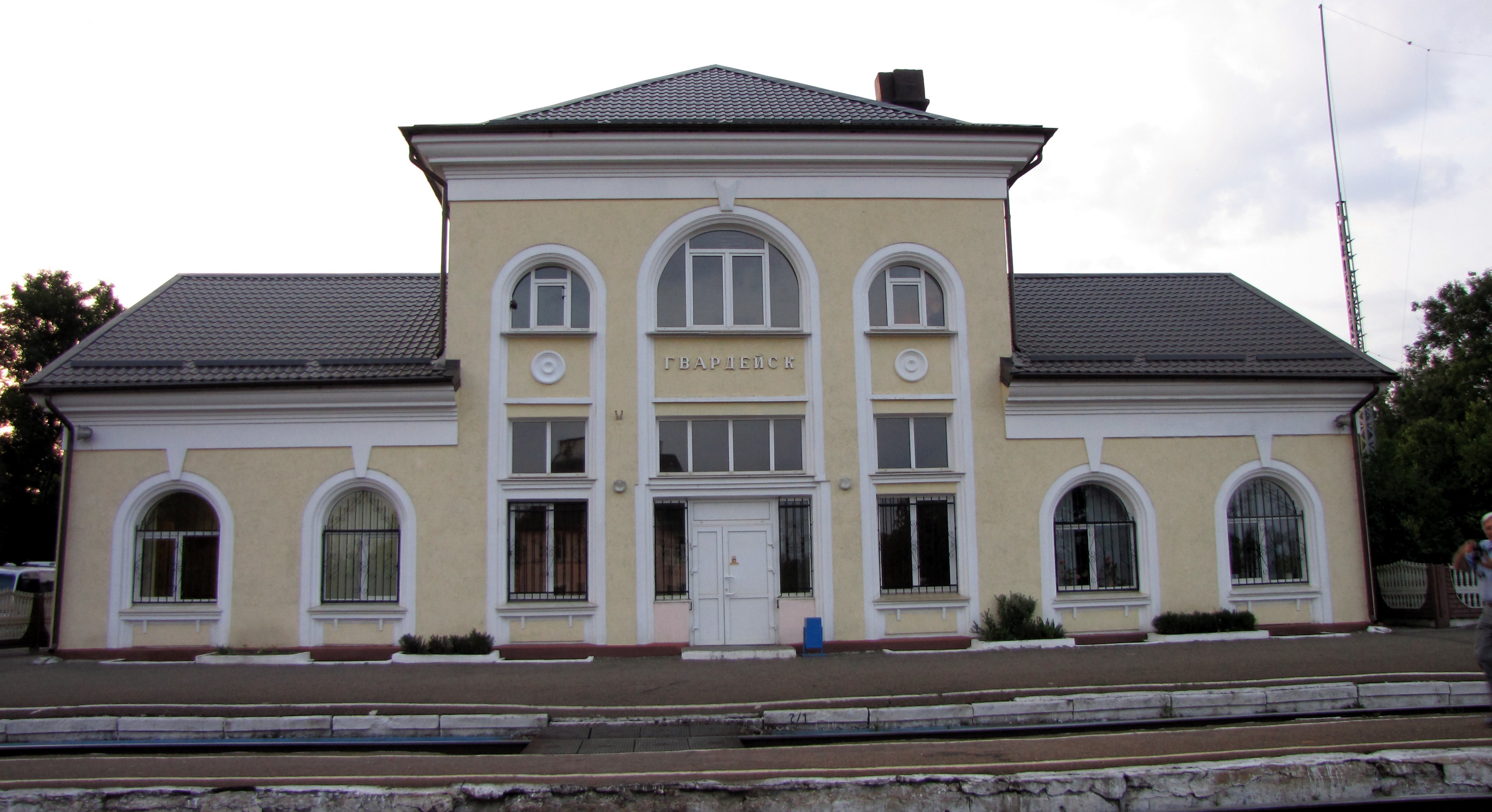
Budova železniční stanice
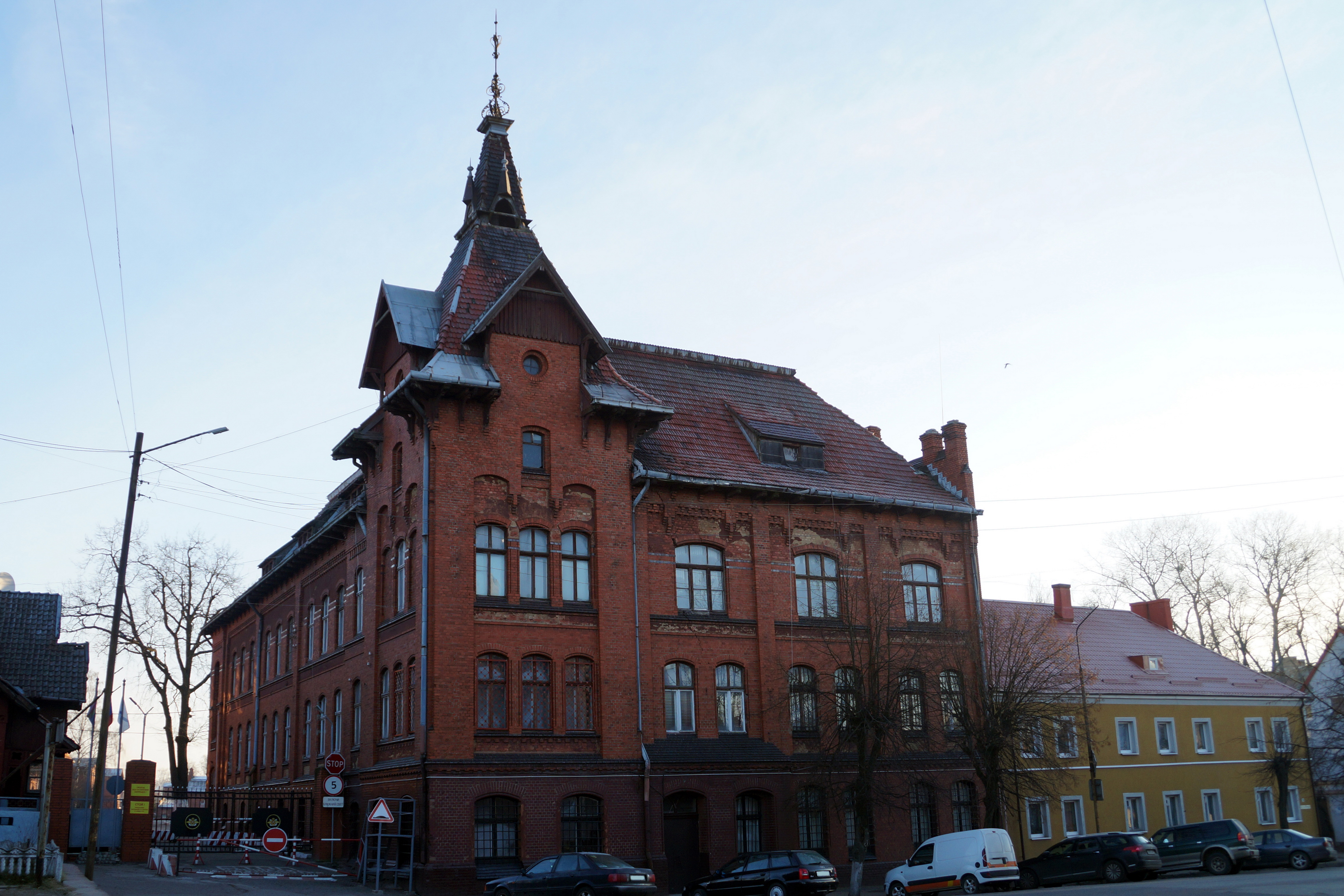
Komplex budov nemocnice
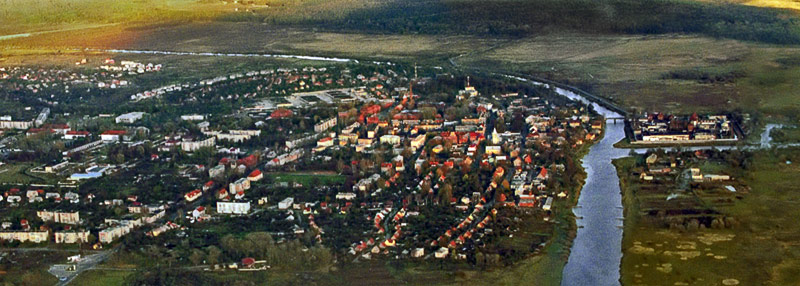
Pohled na město z letadla